# 重森暁
重森 暁（しげもり あきら、1942年 - ）は、日本の経済学者。大阪経済大学名誉教授。専門は、地方財政・地方自治など。
1942年朝鮮・鉄原生まれ。1972年京都大学文学部卒業。京都大学より経済学博士の学位を取得。大阪経済大学第12代学長。大阪自治体問題研究所・理事長なども務め、地方自治体の行財政について提言している。日本地方財政学会・理事、大学コンソーシアム大阪・副会長も務めた。

## 略歴
- 1966年 京都大学文学部卒業
- 1972年 京都大学大学院経済学研究科博士課程単位取得
- 1980年 高知大学人文学部経済学科教授
- 1983年 大阪経済大学経済学部教授
- 2004年 大阪経済大学学長
- 2010年 大阪経済大学経済学部名誉教授

## 所属団体
- 日本地方財政学会
- 日本財政法学会
- 日本租税理論学会
- 日本地方自治学会
- 経済学教育学会

## 著書

### 単著
- 『地域と労働の経済理論』（1981年・青木書店）
- 『現代地方自治の財政理論』（1988年・有斐閣）
- 『分権社会の政治経済学―産業自治と生活者民主主義』（1992年・青木書店）
- 『柔らかい分権と地方財政』（1993年・自治体研究社）
- 『地方分権―どう実現するか』（1996年・丸善出版）
- 『分権社会の政策と財政―地域の世紀へ』（2001年・桜井書店）
- 『入門 現代地方自治と地方財政』（2003年・自治体研究社）

### 共著
- （遠州尋美・土井乙平・徳永光俊）『大阪発アジア行き―アクティブ地域政策学の旅へ』（2001年・法律文化社）
- （森裕之・中山徹・初村尤而、大阪自治体問題研究所編）『どこへゆく大阪府行財政計画』（2001年・自治体研究社）
- （川瀬憲子・関野満夫）『地方交付税の改革と課題』（2002年・自治体研究社）
- （初村尤而、大阪自治体問題研究所編）『忠岡町・岸和田市の合併をどう考えるか』（2004年・自治体研究社）

### 編著
- 『地域のなかの公務労働』（1981年・大月書店）
- 『日本財政論』（1983年・青木書店）
- 『共同と人間発達の地域づくり―自治体改革への陣地戦』（1985年・自治体研究社）
- 『日本公企業の再生』（1986年・法律文化社）
- 『都市に未来はあるか―大震災と復興政策』（1997年・法律文化社）

### 共編著
- （島恭彦・池上惇）『情報化社会の行政改革』（1986年・青木書店）
- （池上惇・植田和弘）『地方財政論』（1990年・有斐閣）
- （遠州尋美）『都市再生の政治経済学―日米都市の比較研究』（1993年・東洋経済新報社）
- （池上惇）『現代の財政』（1996年・有斐閣）
- （鶴田廣巳・植田和弘）『Basic現代財政学』（1998年・有斐閣、新版・2003年、第3版・2009年）
- （坂本忠次・遠藤宏一）『分権化と地域経済』（1999年・ナカニシヤ出版）
- （都市財政研究会）『しのびよる財政破綻―どう打開するか』（2000年・自治体研究社）
- （関西地域問題研究会）『検証・市町村合併―合併で地域の明日は見えるか』（2002年・自治体研究社）
- （大阪自治体問題研究所）『高石市・堺市の合併をどう考えるか―財政問題を中心に』（2002年・自治体研究社）
- （田中重博）『構造改革と地方財政―分権的税財政システムへの展望』（2004年・自治体研究社）
- （町村自治確立研究会・大阪自治体問題研究所）『財政分析からみた町村自治の可能性―大阪11町村の実態』（2004年・自治体研究社）
- （藤森高志・森詩恵）『新地域政策のすすめ』（2006年・法律文化社）
- （植田和弘）『Basic地方財政論』（2013年・有斐閣）